# إيست هازل كرست (إلينوي)
إيست هازل كرست (بالإنجليزية: East Hazel Crest)‏ هي قرية تقع في الولايات المتحدة في إلينوي. يقدر عدد سكانها بـ 1,543 نسمة .

## الموقع الجغرافي
الموقع الجغرافي للمناطق المحيطة بهذه النقطة هو كالتالي: